# Franz Emanuel Weinert

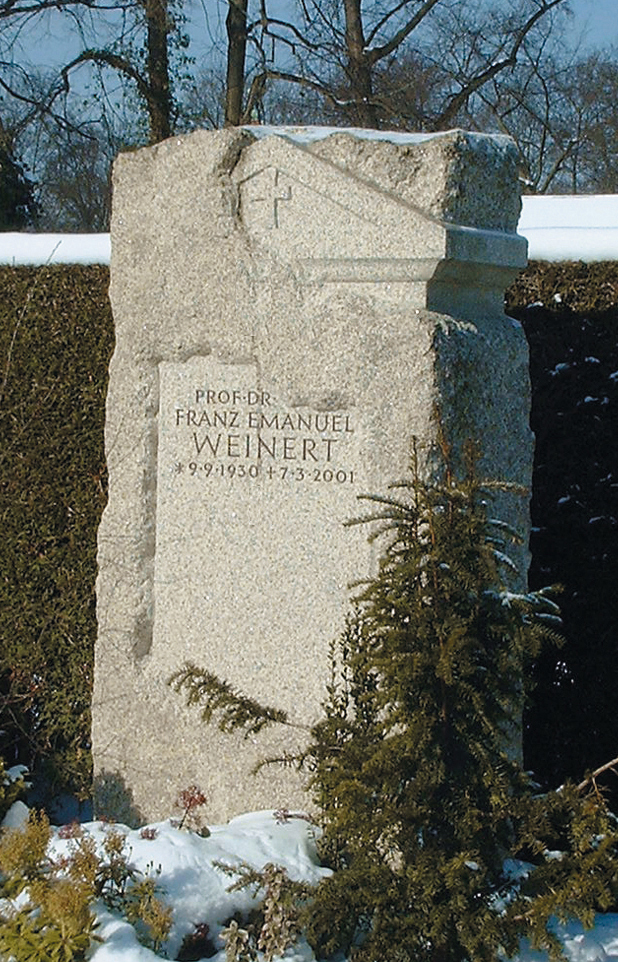
Grabdenkmal von Franz Emanuel Weinert

Franz Emanuel Weinert (* 9. September 1930 in Komotau, Tschechoslowakei; † 7. März 2001 in München) war ein deutscher Psychologe und unter anderem Vizepräsident der Max-Planck-Gesellschaft.

## Leben
Weinert besuchte gegen Ende der 1940er Jahre die Lehrerbildungsanstalt Bamberg, an der er 1950 die Erste Prüfung für das Lehramt an Volksschulen ablegte. In der Folge wirkte er bis zum Ende der 1950er Jahre als Lehrer und Schulleiter an mehreren Volksschulen in Oberfranken, zuletzt als Ausbildungslehrer an der Pädagogischen Hochschule Bamberg. Parallel dazu begann er 1952 das Studium der Psychologie an der Universität Erlangen, das er 1955 mit dem Diplom und 1958 mit der Promotion zu Dr. phil. abschloss. 1960 erhielt er eine Assistentenstelle bei Hans Thomae an der Universität Bonn. 1966 habilitierte er hier mit einer Arbeit zu „Persönlichkeit und Lernen“. 1967 erfolgte ein Ruf an die Pädagogische Hochschule Bamberg. Auch nach seinem Wechsel nach Heidelberg wirkte er dort noch einige Jahre als Hochschullehrer bis zur Wiederbesetzung der Bamberger Professur.
Weinert wurde 1968 an die Universität Heidelberg berufen. Er besetzte hier den neu geschaffenen Lehrstuhl für Entwicklungspsychologie und Pädagogische Psychologie. In diesen beiden Bereichen war er in den nachfolgenden Jahren auch besonders wirkmächtig, besonders während der Studentenunruhen der 68er-Bewegung konnten er und Carl Friedrich Graumann durch persönlichen Einsatz dafür sorgen, dass der Lehrbetrieb aufrechterhalten blieb. Von 1975 bis 1979 war er Dekan der Philosophischen Fakultät. Bedeutsam sind auch seine Verdienste als Mentor und seine Aktivitäten im Rahmen der Deutschen Forschungsgemeinschaft sowie der Max-Planck-Gesellschaft. In seiner Heidelberger Zeit erhielt er Rufe an die Universitäten Graz, Hamburg und Trier, die er aber alle ablehnte.
1980 wurde er einer der Gründungsdirektoren des Max-Planck-Instituts für psychologische Forschung in München; hier konnte er ein umfassendes Programm kognitionspsychologischer und entwicklungspsychologischer Forschung aufbauen. Von 1984 bis 1986 war er Präsident der Deutschen Gesellschaft für Psychologie.
Er starb 2001 im Alter von 70 Jahren.

## Lehre und Wirkung
Besonders wirkmächtig ist Weinerts Definition des Kompetenzbegriffs, die aus einem englischsprachigen Gutachten für die OECD zu Kompetenz-Begriffen und -Theorien heraus entstanden, aber dann nur auf Deutsch formuliert und unabhängig davon veröffentlicht worden ist. Dieser Kompetenzbegriff liegt der „Klieme-Expertise“ zugrunde und hat damit die Bildungsreform seit den 2000er Jahren in Deutschland maßgeblich geprägt. In den zwei groß angelegten Münchner Längsschnittstudien LOGIK (Longitudinalstudie zur Genese individueller Kompetenzen) und SCHOLASTIK (Schulorganisierte Lernangebote und Sozialisation von Talenten, Interessen und Kompetenzen) wurde die komplexe Wechselwirkung zwischen kognitiven, motivationalen und sozialen Entwicklungsprozessen und pädagogischen Kontextmerkmalen von der frühen Kindheit bis zum Jugendalter untersucht. Zu Beginn der 1990er Jahre hat Weinert das Datenmaterial der von Kurt Gottschaldt 1937 begonnenen Längsschnittstudien mit ein- und zweieiigen Zwillingen neu aktiviert und fortgeführt; in dieser GOLD Studie (Genetisch orientierte Lebensspannenstudien zur differentiellen Entwicklung) konnte die Entwicklung von motivationalen, moralischen und sozialen Fähigkeiten über einen Zeitraum von über 60 Jahren verfolgt werden.

## Ehrungen
- 1984 ordentliches Mitglied der Bayerischen Akademie der Wissenschaften[3]
- Mitglied der Königlichen Norwegischen Akademie der Wissenschaften
- Mitglied der Academia Europaea
- Mitglied der National Academy of Education
- 1984 bis 1990  Mitglied des Senats der Max-Planck-Gesellschaft und von 1990 bis 1999 als einer ihrer Vizepräsidenten.
- 1998 Arthur-Burkhardt-Preis des Stifterverbands der Deutschen Wissenschaft
- 1998 Ehrenmitglied der Deutschen Gesellschaft für Psychologie
- 1998 Dr. honoris causa der Universität Würzburg
- 1999 Ehrendoktorwürde durch die Freie Universität Berlin
- Träger des Bayerischen Verdienstordens
- Verdienstorden der Bundesrepublik Deutschland erster Klasse
- seit 2003 jährliche Vergabe des Franz E. Weinert-Gedächtnispreises durch das Psychologische Institut der Universität Heidelberg

## Publikationen (Auswahl)
- (zusammen mit B. Treiber): Gute Schulleistungen für alle? Aschendorff. Münster 1985.
- (zusammen mit M. Waldmann): Intelligenz und Denken – Perspektiven der Hochbegabungsforschung. Verlag für Psychologie, Göttingen 1990.
- (zusammen mit A. Helmke) (Hrsg.): Entwicklung im Grundschulalter. Psychologie Verlags Union, Weinheim 1997.
- (Hrsg.): Entwicklung im Kindesalter. Psychologie Verlags Union, Weinheim 1998.
- (zusammen mit W. Schneider) (Hrsg.): Individual development from 3 to 12: Findings from the Munich Longitudinal Study. Cambridge University Press, New York 1999.
- Konzepte der Kompetenz. OECD, Paris 1999.
- (Hrsg.): Leistungsmessungen in Schulen. Beltz, Weinheim 2001.
- (Hrsg.): Pädagogische Psychologie. Kiepenheuer & Witsch 1972 („Reihe Neue Wissenschaftliche Bibliothek“).